# Classe Júpiter
A classe Júpiter foi um modelo de lanchas de fiscalização pequenas (LFP), ao serviço da Marinha Portuguesa, entre 1965 e 1975.
As lanchas foram construídas nos Estaleiros Navais do Mondego, na Figueira da Foz, sendo baptizadas com nomes de planetas.
A maioria das embarcações da classe foram atribuídas à Esquadrilha de Lanchas do Niassa, baseada em Metangula, Moçambique. Para isso, foram organizadas complexas operações de transporte, por caminho de ferro e por estrada, para as fazer percorrer as centenas de quilómetros que separavam os portos do Índico do lago Niassa. No Niassa, as lanchas participaram em missões de vigilância e de proteção das águas portuguesas do lago, contra as forças da Frelimo e da Tanzânia, bem como em missões de transporte e de apoio aos fuzileiros navais e missões de cooperação com o Exército, Força Aérea e forças do Malawi.
Em 1975, as lanchas foram cedidas à nova República Popular de Moçambique.

## Unidades
| Número de amura | Nome         | Comissão    | Observações |
| --------------- | ------------ | ----------- | ----------- |
| P 1132          | NRP Júpiter  | 1965 - 1975 |             |
| P 1133          | NRP Vénus    | 1965 - 1975 |             |
| P 1134          | NRP Marte    | 1965 - 1975 | Lago Niassa |
| P 1135          | NRP Mercúrio | 1965 - 1975 | Lago Niassa |
| P 1136          | NRP Saturno  | 1965 - 1975 | Lago Niassa |
| P 1137          | NRP Urano    | 1965 - 1975 | Lago Niassa |